# Удружење ликовних стваралаца Шапца
Удружење ликовних стваралаца Шапца основано је 1971. године. Оснивачи су уметници и ликовни педагози са овог простора. Сервисног је карактера и организатор изложби, уметничких колонија и бави се издаваштвом. Удружење данас броји преко стотину стваралаца различитих изражајних категорија, чији је основни циљ тражење што креативнијег сопственог израза духовног уметничког бића и откривање нових организационих функционалних модела рада.